# Município de Bethel (condado de Miami, Ohio)
Localização do Ohio nos E.U.A.
O município de Bethel (em inglês: Bethel Township) é um município localizado no condado de Miami no estado estadounidense de Ohio. No ano 2010 tinha uma população de 4843 habitantes e uma densidade populacional de 55,56 pessoas por km².

## Geografia
O município de Bethel encontra-se localizado nas coordenadas 39° 55′ 48″ N, 84° 05′ 38″ O. Segundo o Departamento do Censo dos Estados Unidos, o município tem uma superfície total de 87.17 km², da qual 86.58 km² correspondem a terra firme e (0.68%) 0.6 km² é água.

## Demografia
Segundo o censo de 2010, tinha 4843 pessoas residindo no município de Bethel. A densidade de população era de 55,56 hab./km².